# Teidemargarita
Teide-Margarita (Erysimum scoparium) er en art i hjørneklap-slægten. Det er en lille busk med oprette stængler, der har violette og hvide blomster samt grålige blade og er træagtig ved roden og mere urteagtig foroven. Den er hjemhørende på de Kanariske Øer, hvor den vokser i højder på omkring 2.000 m på bjergene, blandt andet på vulkanen Teides skråninger.